# Wieland Götze
Wieland Götze ist ein deutscher Schlagzeuger und Singer-Songwriter.

## Leben und Wirken
Wieland Götze erhielt seit 1991 Unterricht an der Musikschule. Seinen Wehrdienst leistete er ab 1998 im Ausbildungsmusikkorps der Bundeswehr in Hilden ab; von  2000 bis 2002 spielte er als Zeitsoldat im Heeresmusikkorps 2 in Kassel. Zwischen 2002 und 2006 studierte er an der Hochschule für Musik Franz Liszt in Weimar.
Seit 1994 war er in verschiedensten Rock- und Jazzbands tätig. Er nahm unter anderem Unterricht bei Jo Thönes,
Sperie Karas und Werner Schmitt.
Götze spielte in diversen Musicalproduktionen mit wie z. B.: Mephisto (Weimar 2003), Chess (Nordhausen 2007). West Side Story (Meiningen 2009 & Göttingen 2011/12), Fame (Gera & Altenburg) und On the Town (Nordhausen). Seit 2003 war er Schlagzeuger der Leipzig BigBand; mit dieser Formation spielte er diverse Konzerte mit (unter anderem) Nina Hagen und auf dem 38. Montreux Jazz Festival.
Ab 2005 spielte Götze bei Classic meets Rock mit der Thüringer Philharmonie und Band-Vital aus Erfurt.
Götze arbeitet im „LeipJAZZig Orkester“ unter der Leitung von Stephan König. Er ist Schlagzeuger im König-Trios mit Stephan König am Klavier und Thomas Stahr am Bass; in diesem Trio legte er mit Martin Petzold das Album Bach in Jazz (Rondeau, 2012) vor. Weiterhin wirkt er in der Galaband „Chris Genteman Group“.
2017 stellte Götze (als Sänger, Gitarrist und Pianist) sein bei Traumton Records veröffentlichtes Album Travelling Songs mit eigenen Kompositionen vor, welches im Duo Colourwood in Zusammenarbeit mit dem Gitarristen Christian Hildebrandt entstand.